# Mausoléu de Sidi Qasim el-Jelizi

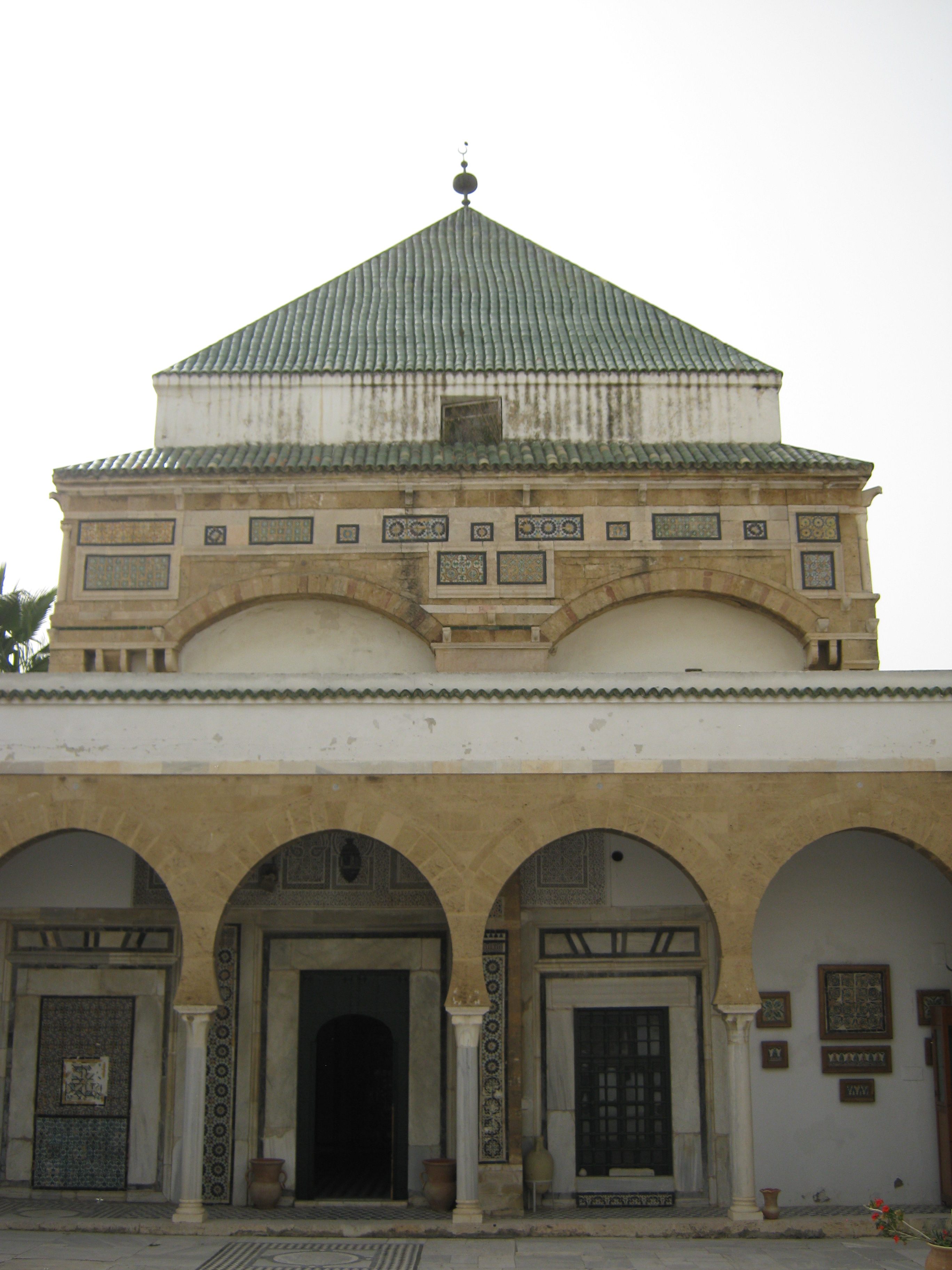
Fachada do mausoléu de Sidi Qasim el-Jelizi

O Mausoléu de Sidi Qasim el-Jelizi (também conhecido como Sidi Kacem El Jellizi) é um zauia localizado no extremo oeste da medina da cidade de Tunes.

## História

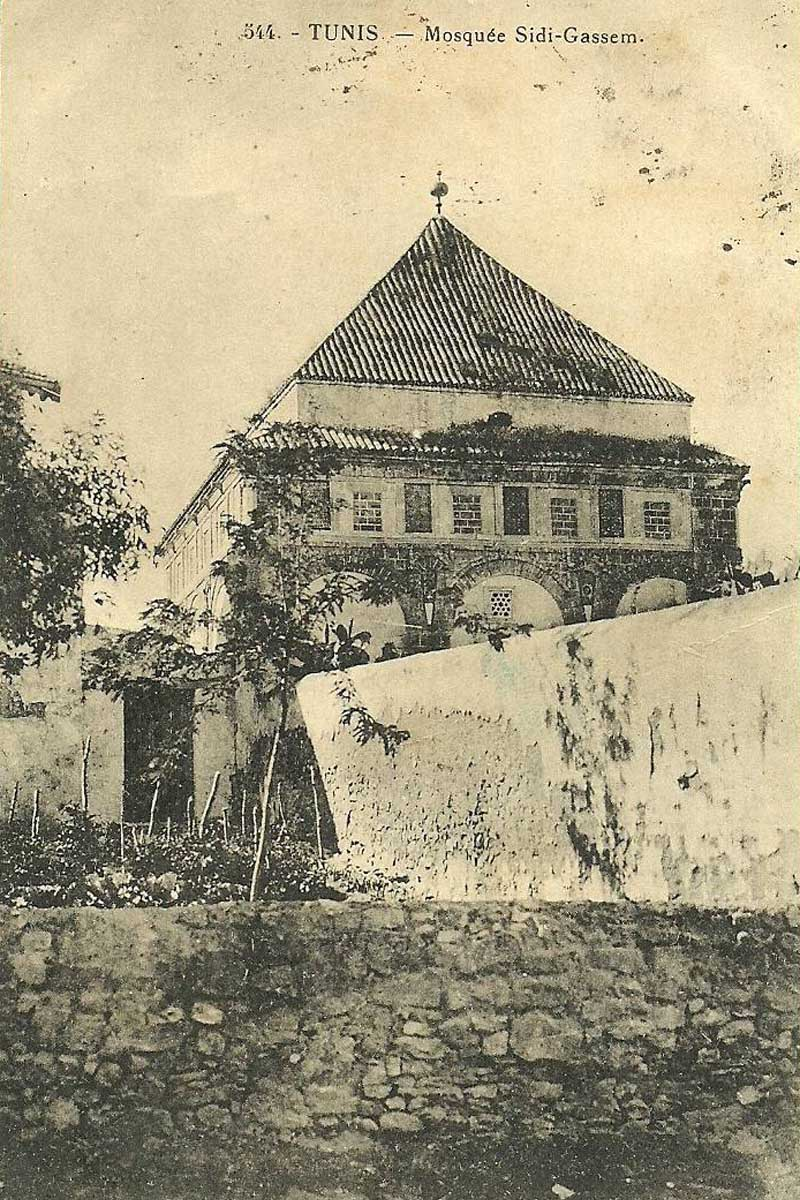
Vista do mausoléu em 1890.

Construído durante a segunda metade do século 15 em uma colina com vista para a cidadela da cidade de Tunes, foi o lar de Sidi Qasim el-Jelizi, um santo tunisino nascido em uma família de emigrantes da Andaluzia que moravam em Fez antes de se instalarem na Ifríquia haféssida. Apelidado de jellizi em referência ao seu ofício como artesão zellige que ele realizou com grande habilidade, era conhecido por sua piedade, benevolência e generosidade. O edifício serviu de refúgio para viajantes e comerciantes, bem como refugiados andaluzes após a captura de Granada em 1492, o que lhe valeu uma maior consideração por parte dos líderes haféssidas e a veneração da população. Depois de sua morte em 1496, ele foi enterrado no prédio, que ele havia decorado a si mesmo ou a seus discípulos espirituais e artísticos.
Posteriormente, o zauia foi ampliado duas vezes: primeiro, no século XVII com a adição de um pátio cercado por salas; e mais tarde, no século XVIII, com a construção de uma sala de oração sob o reinado de Al-Husayn I ibn Ali.

## Arquitectura
O monumento possui uma abóbada piramidal coberta de azulejos verdes e coberta por um tecto de madeira esculpida. O acesso ao edifício é através de uma porta de folha dupla coberta por um dintel com chaves finamente trabalhadas. O interior é dividido em duas partes: uma abriga o sepultamento do santo e o outro os sultões haféssidas. A fachada principal é parcialmente coberta pela faiança, da qual uma parte é típica da Andaluzia e Marrocos.

O pátio caracteriza-se pelo seu mármore branco pavimentado embutido com mármore preto. É enquadrada por varandas cada uma das quais tem cinco arcos quebrados sobrepostos por pedra emparelhados. Os arcos são suportados por colunas de mármore branco com capitais haféssidas ou hispânicos. A sala de oração é dividida em três naves paralelas a uma parede. O edifício como um todo, incluindo o zauia e suas dependências, abrange uma área total de quase 2700 m².

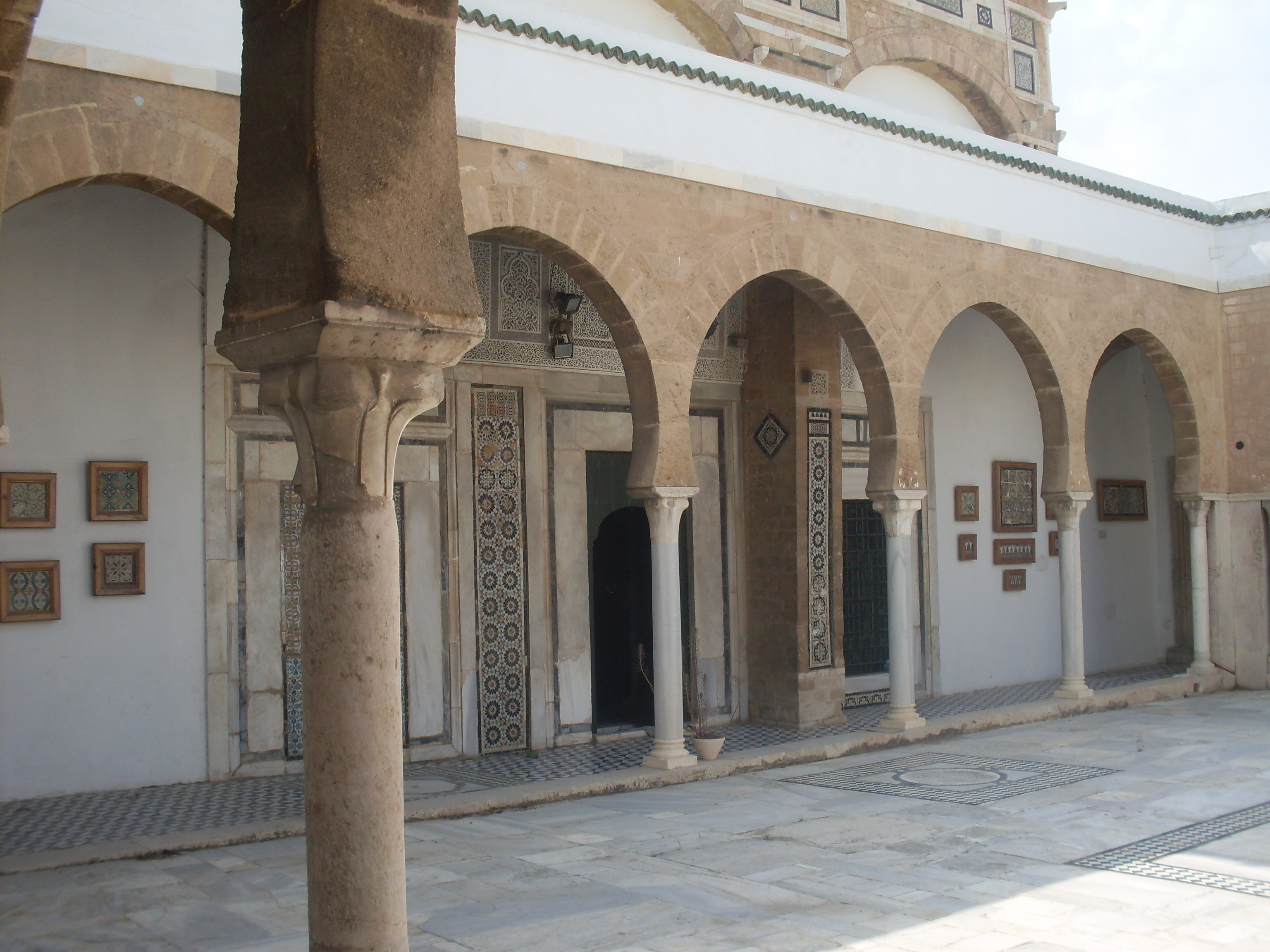
Pátio do mausoléu
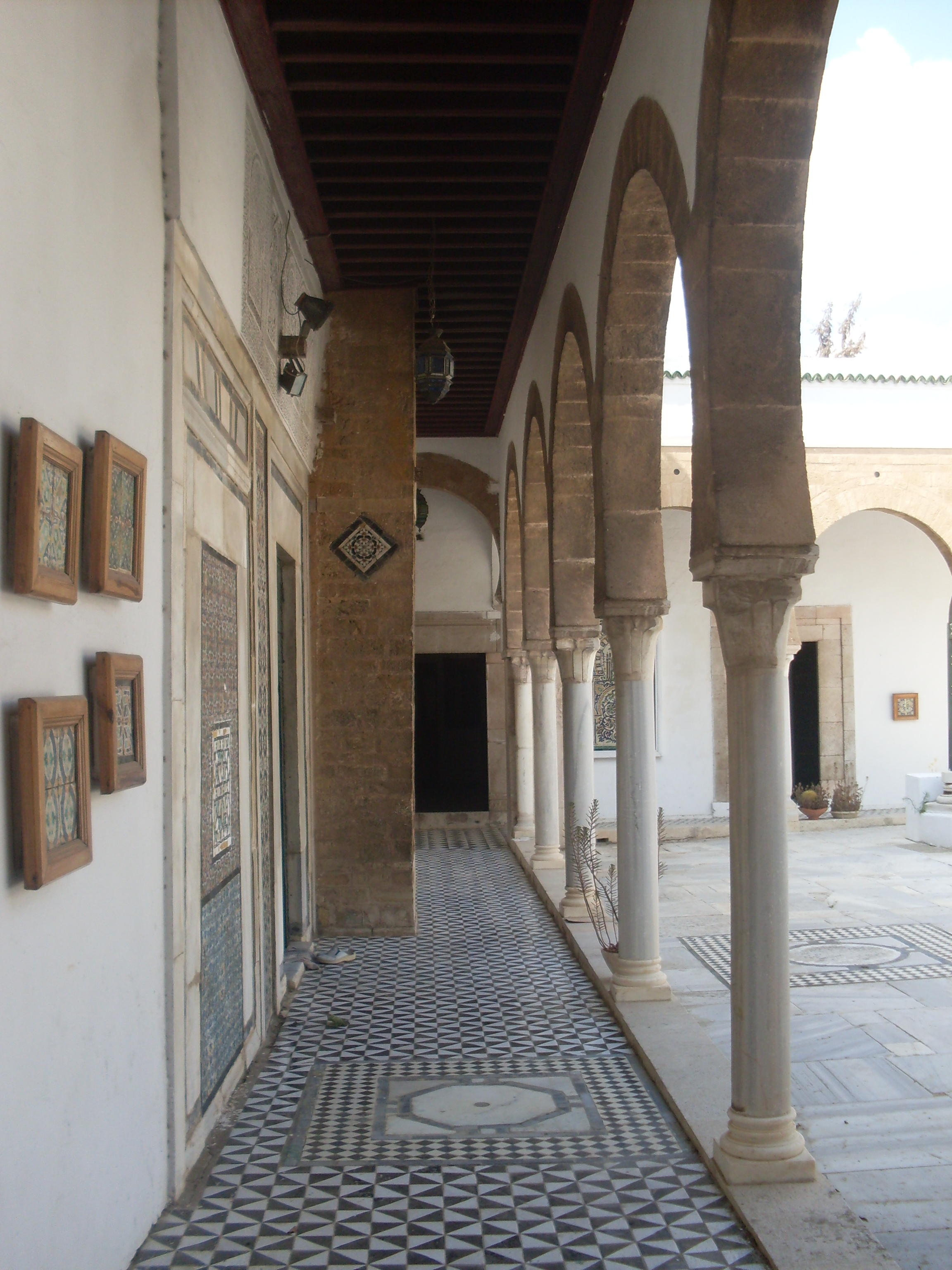
Vista de uma das varandas do pátio
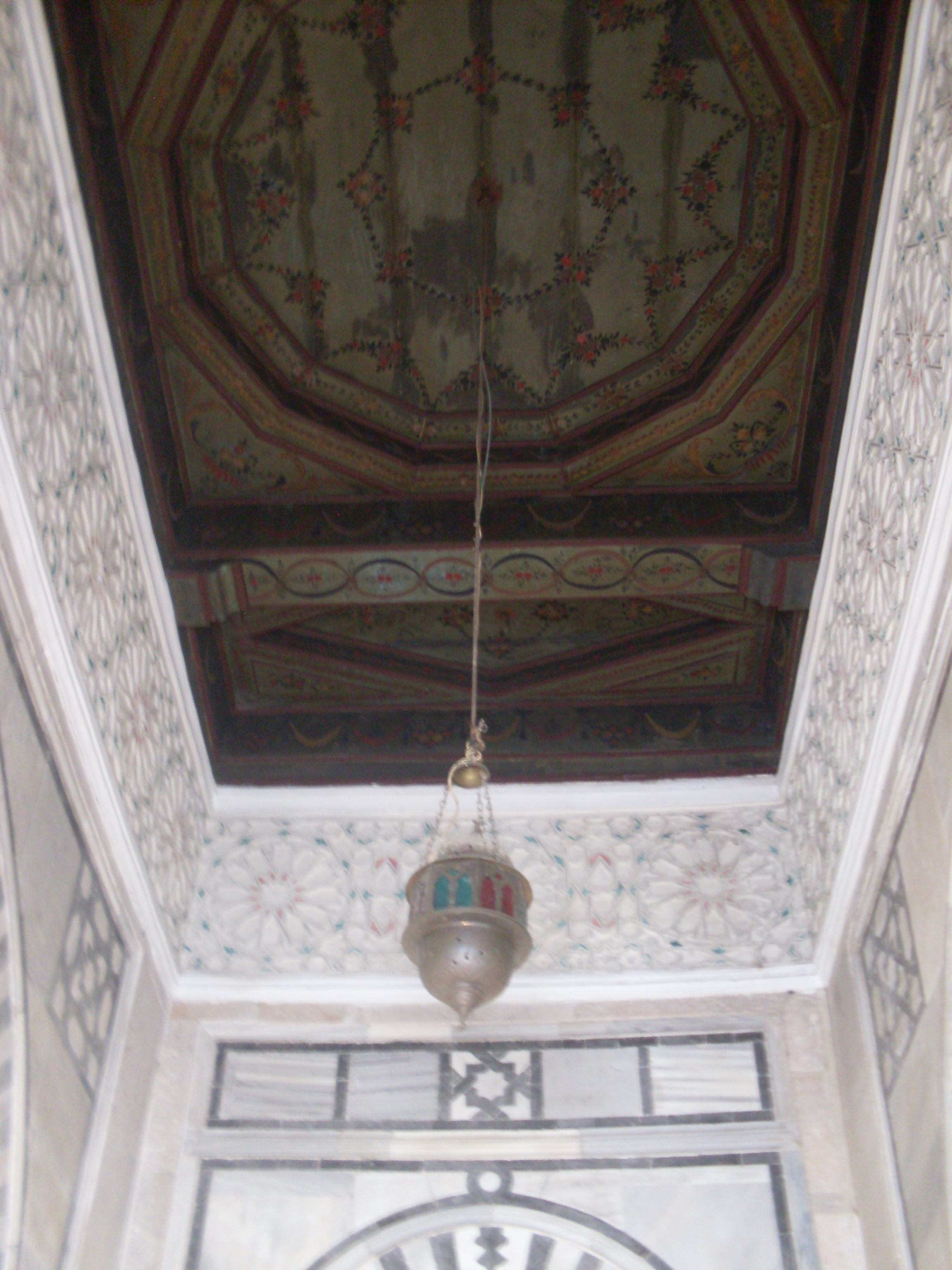
Tecto de madeira pintado
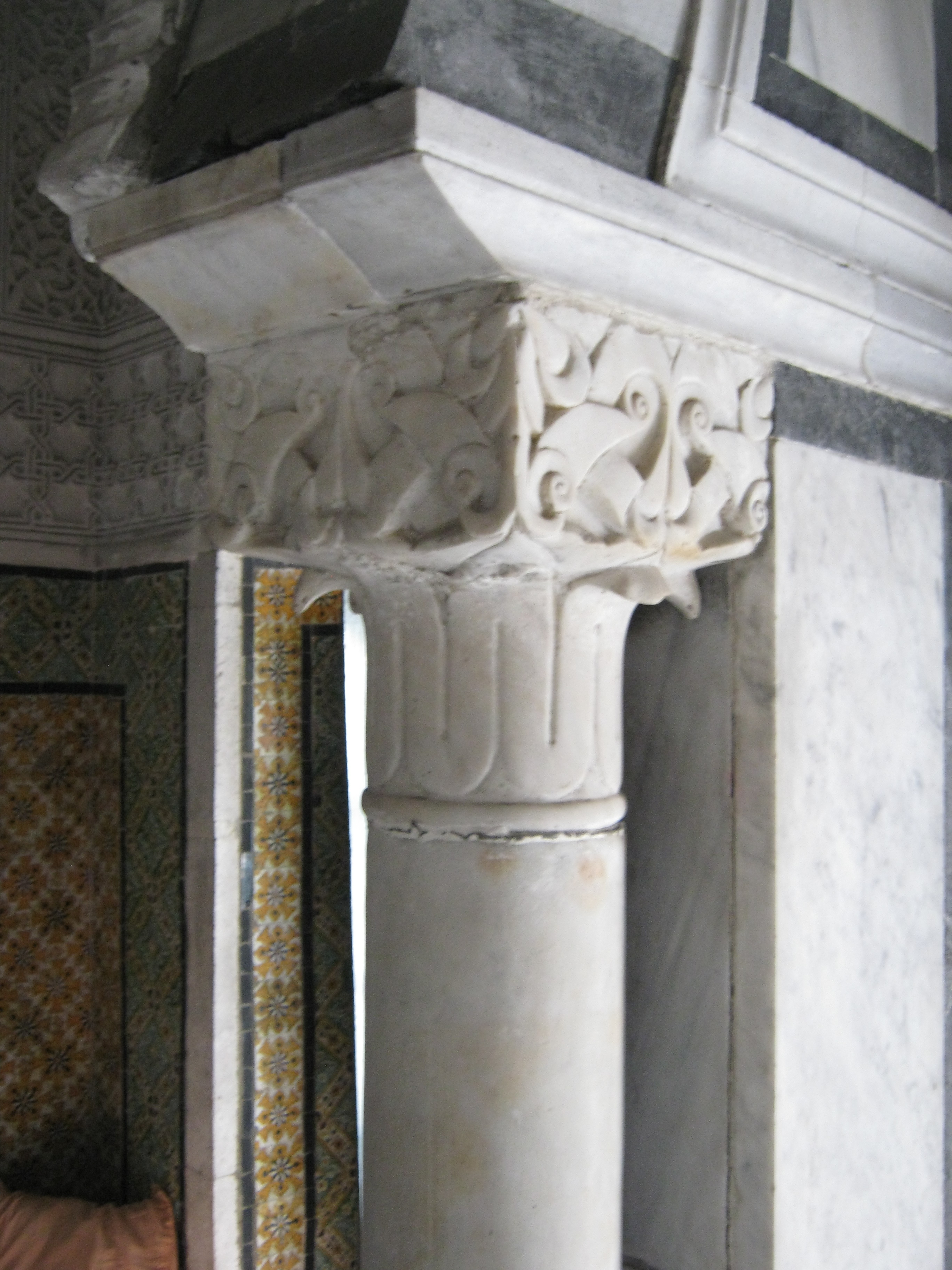
Decoração dos capitais
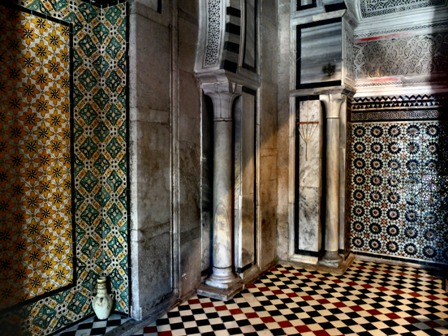
Faiança do mausoléu
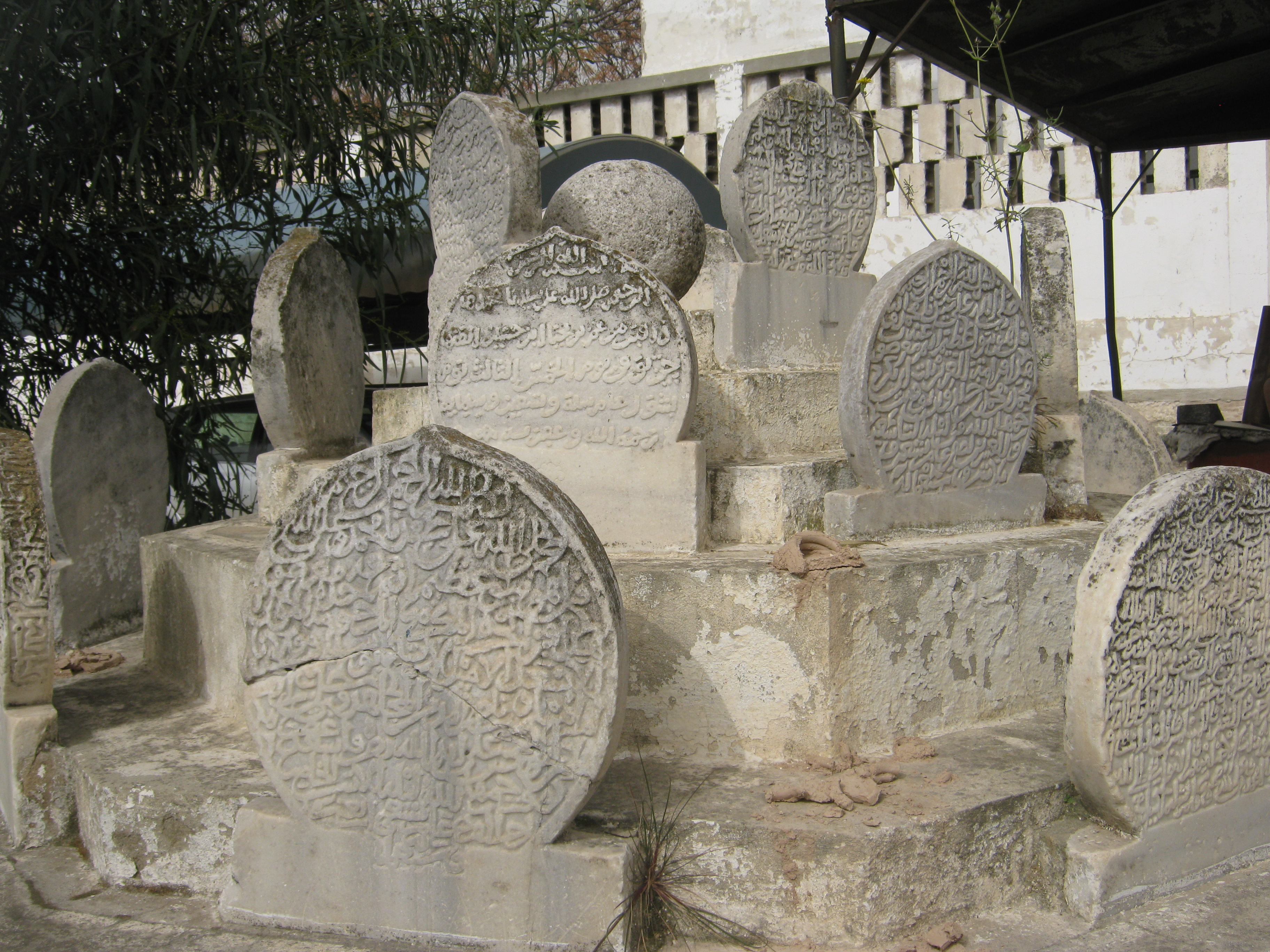
Caligrafia nos túmulos

## Museu

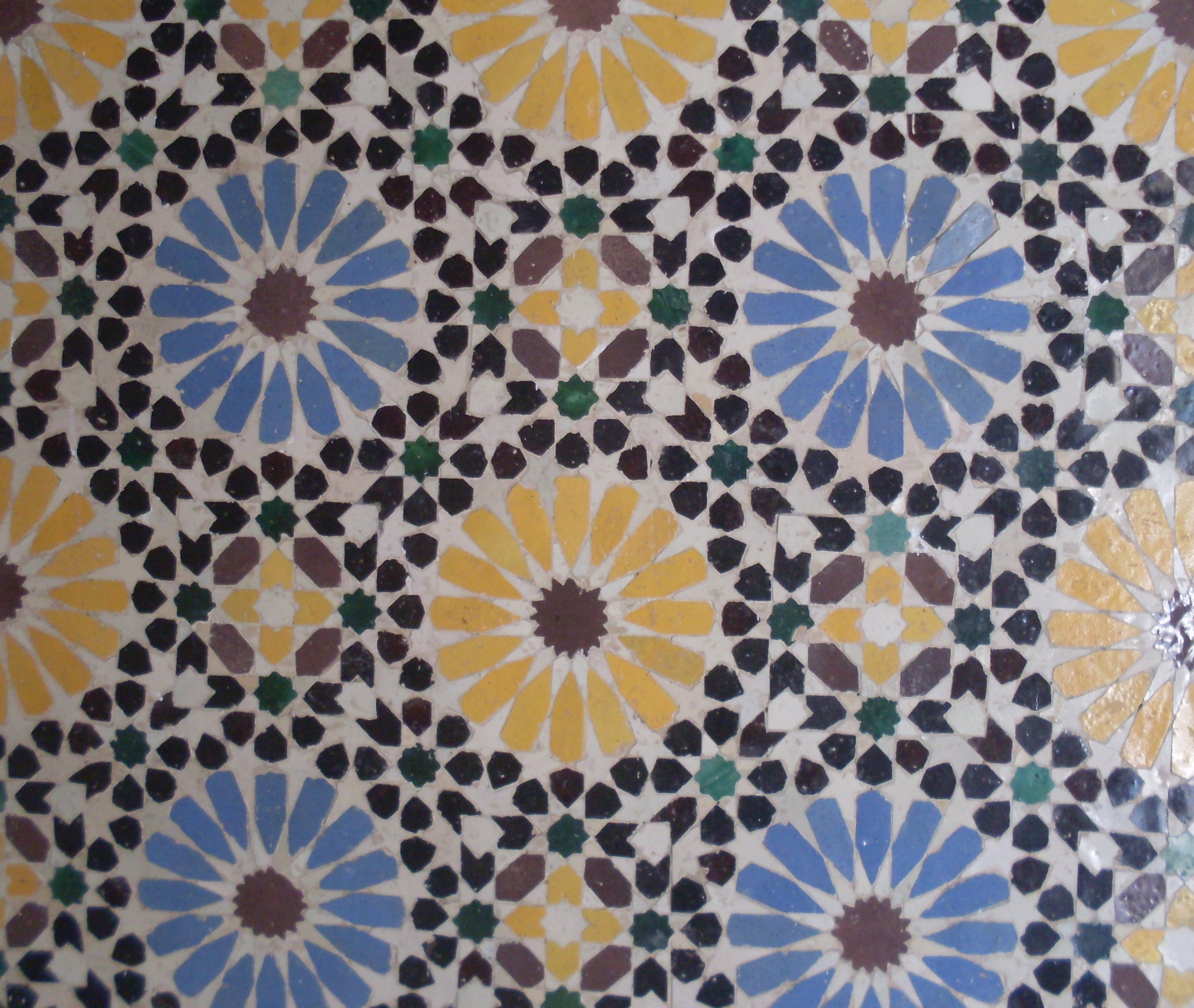
Exemplo de decoração apresentada no museu.

O zauia abriga o Centro Nacional de Cerâmica, um museu aberto em 1992 contendo uma colecção de cerâmica e faiança, tanto local quanto importada (por exemplo, faiança azul fina trazida do Império Otomano), bem como estelas funerárias antigas islâmicas.
Algumas das peças mais notáveis são uma cerâmica Hafsi da fortaleza de Raqqada e artesanato da Qallaline.